# Kenny Van Hoevelen
Kenny Van Hoevelen (Mechelen, 24 juni 1983) is een voormalig Belgische profvoetballer die speelde bij onder andere  KV Mechelen, OH Leuven en Eendracht Aalst. In het seizoen 2013/14 werd hij verhuurd aan het Nederlandse RKC Waalwijk.

## Clubcarrière
Hoewel hij een geboren Mechelaar is, doorliep Kenny Van Hoevelen de jeugdreeksen van Langdorp en Westerlo. Bij die laatste maakte hij ook zijn debuut in eerste klasse, maar dat werd geen groot succes. In 2003 trok Van Hoevelen dan maar naar Patro Maasmechelen in tweede klasse, en bleef daar twee seizoenen. Daar trok hij de aandacht van KV Mechelen, dat hem in 2005 inlijfde. Met Malinwa maakte hij de overstap naar eerste klasse, waar hij deze keer wél een vaste waarde in het team werd. Vanaf de zomer van 2013 werd hij een jaar verhuurd aan RKC Waalwijk. In de wedstrijd tegen KRC Genk op 16 maart 2008 maakte hij zijn eerste doelpunt voor KV Mechelen. Met RKC degradeerde hij op zondag 18 mei 2014 uit de erevisie na een nederlaag (over twee wedstrijden) tegen SBV Excelsior in de play-offs.

## Statistieken
| Seizoen         | Club                | Competitie      | Competitie | Competitie | Play-offs | Play-offs | Beker | Beker | Totaal | Totaal |
| Seizoen         | Club                | Competitie      | Wed.       | Dlp.       | Wed.      | Dlp.      | Wed.  | Dlp.  | Wed.   | Dlp.   |
| --------------- | ------------------- | --------------- | ---------- | ---------- | --------- | --------- | ----- | ----- | ------ | ------ |
| 2000-2001       | KVC Westerlo        | Eerste klasse   | 0          | 0          | nvt       | nvt       | 0     | 0     | 0      | 0      |
| 2001-2002       | KVC Westerlo        | Eerste klasse   | 1          | 0          | nvt       | nvt       | 0     | 0     | 1      | 0      |
| 2002-2003       | KVC Westerlo        | Eerste klasse   | 5          | 0          | nvt       | nvt       | 0     | 0     | 5      | 0      |
| 2003-2004       | Patro Maasmechelen  | Tweede Klasse   | 29         | 1          | nvt       | nvt       | 0     | 0     | 29     | 1      |
| 2004-2005       | Patro Maasmechelen  | Tweede Klasse   | 33         | 0          | nvt       | nvt       | 1     | 0     | 34     | 0      |
| 2005-2006       | KV Mechelen         | Tweede Klasse   | 28         | 0          | nvt       | nvt       | 0     | 0     | 28     | 0      |
| 2006-2007       | KV Mechelen         | Tweede Klasse   | 33         | 0          | nvt       | nvt       | 4     | 0     | 37     | 0      |
| 2007-2008       | KV Mechelen         | Eerste klasse   | 29         | 1          | nvt       | nvt       | 1     | 0     | 30     | 1      |
| 2008-2009       | KV Mechelen         | Eerste klasse   | 30         | 0          | nvt       | nvt       | 5     | 0     | 35     | 0      |
| 2009-2010       | KV Mechelen         | Eerste klasse   | 25         | 0          | 4         | 0         | 4     | 1     | 33     | 1      |
| 2010-2011       | KV Mechelen         | Eerste klasse   | 29         | 1          | 6         | 0         | 4     | 1     | 39     | 2      |
| 2011-2012       | KV Mechelen         | Eerste klasse   | 15         | 0          | 6         | 0         | 2     | 0     | 23     | 0      |
| 2012-2013       | KV Mechelen         | Eerste klasse   | 13         | 0          | 0         | 0         | 0     | 0     | 13     | 0      |
| 2013-2014       | → RKC Waalwijk      | Eredivisie      | 26         | 1          | 1         | 0         | 1     | 0     | 28     | 1      |
| 2014-2015       | Oud-Heverlee Leuven | Tweede klasse   | 16         | 1          | 6         | 0         | 2     | 0     | 24     | 1      |
| 2015-2016       | Oud-Heverlee Leuven | Eerste klasse   | 0          | 0          | 0         | 0         | 0     | 0     | 0      | 0      |
| Carrière totaal | Carrière totaal     | Carrière totaal | 312        | 5          | 23        | 0         | 24    | 2     | 359    | 7      |